# NGC 5938
NGC 5938 é uma galáxia espiral barrada (SBbc) localizada na direcção da constelação de Triangulum Australe. Possui uma declinação de -66° 51' 33" e uma ascensão recta de 15 horas, 36 minutos e 26,1 segundos.
A galáxia NGC 5938 foi descoberta em 9 de Junho de 1836 por John Herschel.